# Barakiel
Arkanđeo Barakiel (hebr. ברכיאל "Bārkiʼēl", (Blagoslov Božji); arap.: بُراقيل‎ "Burāqīl") jedan je iz skupine od sedam arkanđela iz povijesnih kršćanskih vjerovanja.
U trećoj Enohovoj knjizi opisan je kao jedan od knezova anđela kojemu služi mirijada od 496 000 anđela. Smatra se jednim od četiriju vladajućih serafina, knezom drugoga neba i reda ispovjednika. U Salomonovu Lemegetonu opisan je kao jedan od glavnih anđela prvog i četvrtog kora. Smatra se anđelom groma.

## Ikonografija
U ikonografiji Barakiel se ponekad prikazuje s ružom na prsima ili s laticama ruže na odjeći, pogotovo na plaštu. U Rimokatoličkoj Crkvi Barakiel se najčešće prikazuje s košaricom kruha.

## Barakiel kao zaštitnik
Barakiel je odgovoran za razne blagoslove po kojima je dobio ime, on je poglavar anđelā čuvarā. Postoje zapisi kako je u slučaju da se ne moli izravno anđelu čuvaru moguće moliti ga kao posrednika za sve blagodati za koje bi se inače molilo svog osobnog anđela čuvara.